# Dancing with the Stars (chương trình truyền hình Hoa Kỳ)
Dancing with the Stars (tạm dịch: Khiêu vũ với ngôi sao) là một chương trình thực tế của Mỹ đã công chiếu vào ngày 1 tháng 6 năm 2005 trên kênh ABC. Đây là phiên bản Hoa Kỳ của chương trình được sản xuất ở Vương quốc Anh bởi BBC có tên Strictly Come Dancing. Tom Bergeron là người dẫn chương trình chính. Người phụ dẫn đã được thay đổi nhiều lần: ở mùa giải đầu tiên là Lisa Canning. Phóng viên Samantha Harris đóng vai trò này từ mùa giải thứ 2 cho tới mùa giải thứ 9. Người mẫu, nhà vô địch mùa giải thứ 7, Brooke Burke, được chọn dẫn chương trình cho mùa giải thứ 10 tới mùa giải thứ 17. Erin Andrews được chọn dẫn chương trình cho mùa giải thứ 18 đến mùa giải thứ 28. Kể từ mùa giải thứ 29 trở đi, người mẫu Tyra Banks đã được chọn dẫn chương trình cho chương trình này.
Các thí sinh là người nổi tiếng bắt cặp với một vũ công chuyên nghiệp. Những thí sinh trước đây thường là các tay đua, nhà vô địch Olympic, cầu thủ bóng đá, siêu mẫu, diễn viên, ca sĩ, phi hành gia vũ trụ,... Mỗi cặp thí sinh trình diễn một vũ điệu sau một tuần tập luyện để giành điểm từ giám khảo và được khán giả bình chọn. Bất kì cặp thí sinh nào nhận được tổng điểm từ giám khảo và phiếu bình chọn ít nhất sẽ bị loại. Cứ như vậy cho tới khi tìm được người cuối cùng ở lại thì người đó sẽ giành chiến thắng.
Đã có một chương trình trượt băng nghệ thuật gần tương tự có tên là Skating with the Stars (tạm dịch: Trượt băng với ngôi sao) được tổ chức nhưng đã dừng lại sau khi mùa thứ nhất kết thúc.
Mùa giải thứ 30 đã được phát sóng vào ngày 20 tháng 9 năm 2021 đến ngày 22 tháng 11 năm 2021. Vào ngày 8 tháng 4 năm 2022, nó đã thông báo rằng kể từ mùa giải thứ 31, Dancing with the Stars sẽ chuyển từ kênh ABC đến kênh Disney+. ABC đã nói rằng chương trình đó đã chuyển đến kênh Disney+ để kênh ABC phát sóng chương trình Monday Night Football. Vào ngày 2 tháng 5 năm 2022, nó đã thông báo Dancing with the Stars sẽ quay lại kênh ABC.